# Puente San Marcos
El puente San Marcos o puente Ingeniero Gilberto Borja Navarrete es un puente mexicano localizado en el municipio de Xicotepec, Puebla; entre las localidades de Nuevo Necaxa y Villa Ávila Camacho y el entronque de salida de este puente hacia la carretera federal se localiza a la altura de la localidad de La Garza, en el municipio de Jalpan también en el estado de Puebla; municipios ubicados dentro de la región sierra norte del estado distante a 3 kilómetros de Villa Ávila Camacho; a lo largo de la Autopista México-Tuxpan, en México.
Tiene una longitud de 840 metros y una altura sobre el río San Marcos de hasta 225 metros.
Es el décimo segundo puente más alto del mundo, pues su altura máxima es de 225 metros, pero por su tipo de estructura, que es viaducto, se ubica como el segundo más alto.

## Estructura
El puente es de cuatro carriles, de 18 m de ancho por 840 metros de largo. Es soportado a 225 m sobre el río San Marcos por 4 pilares. El punto más alto, la columna 4, es de 225 m de alto.
Se trata de la décimo segunda estructura más alta del mundo, y en la categoría de viaducto, se trata de la segunda más alta sólo después del Viaducto de Millau en Francia. Para su construcción se tuvieron que sacar 26 millones 700 mil metros cúbicos de tierra y piedra, suficientes para llenar 35 veces el estadio de fútbol Omnilife, de Guadalajara. Solo el cemento que se utilizó en este moderno puente, sería suficiente para construir mil casas familiares amplias.
El concreto que se utilizó en una sola de sus columnas, la número 4 que es la columna central, fue más que el usado para la construcción del estadio Azteca, en la ciudad de México. Es tan alto que, donde está esa columna, podrían caber paradas dos canchas y media de fútbol, entre el puente y el río San Marcos que discurre cantarino con sus aguas zarcas en el fondo a 225 metros abajo.